# Legado en los huesos (película)
Legado en los huesos es una película española, estrenada en 2019 y dirigida por el director pamplonés Fernando González Molina. Es una adaptación de la novela homónima de Dolores Redondo y a su vez la secuela de El guardián invisible.

## Sinopsis
Ha pasado un año desde que Amaia Salazar resolviera los crímenes que aterrorizaron al valle del Baztán. Embarazada y decidida a dejar atrás lo vivido en Elizondo, la vida de la inspectora se ve de nuevo alterada por un suceso inesperado: el suicidio de varios presos que dejan una única palabra escrita en la pared de sus celdas, "Tarttalo". Los peligros que Amaia creía haber dejado atrás regresan con más fuerza que nunca y la inspectora deberá enfrentarse a este nuevo caso en una vertiginosa investigación amenazada por la presencia de su propia madre.

## Reparto
| Intérprete            | Personaje                        |
| --------------------- | -------------------------------- |
| Marta Etura           | Amaia Salazar                    |
| Carlos Librado "Nene" | Jonan Etxaide                    |
| Leonardo Sbaraglia    | Juez Javier Markina              |
| Francesc Orella       | Fermín Montes                    |
| Imanol Arias          | Padre Sarasola                   |
| Benn Northover        | James Westford                   |
| Itziar Aizpuru        | Tía Engrasi                      |
| Patricia López Arnaiz | Rosaura Salazar                  |
| Alicia Sánchez        | Elena Ochoa                      |
| Eduardo Rosa          | Subinspector Goñi                |
| Angel Alkain          | Iriarte                          |
| Ana Wagener           | Fina Hidalgo                     |
| Pedro Casablanc       | Comisario General de Pamplona    |
| Paco Tous             | Dr. San Martín                   |
| Manolo Solo           | Dr. Basterra                     |
| Elvira Mínguez        | Flora Salazar                    |
| Colin McFarlane       | Aloisius Dupree                  |
| Susi Sánchez          | Rosario                          |
| Miquel Fernández      | Padre de Amaia                   |
| Miren Gaztañaga       | Rosario joven                    |
| Idurre Puertas        | Amaia niña                       |
| Aaron Martínez        | Ibai (3 / 4 meses)               |
| Liam Albiac           | Ibai (3 / 4 meses)               |
| Aiora Ona             | Rosaura niña                     |
| Jordi Reverté         | Antonio Garrido                  |
| Juanma Navas          | Teniente Padua                   |
| Alfredo Villa         | Inspector Clemos                 |
| Victoria Mozorova     | Dra. Takchenko                   |
| Guillem Peire         | Dr. Raúl González                |
| Ramón Ibarra          | Médico Hidalgo                   |
| Amaruk Kayshapanta    | Jason Medina                     |
| Arlette Torres        | Inés Lorenzo                     |
| Alberto González      | Monseñor Landero                 |
| Alfonso Desentre      | Quiralte                         |
| Iñake Irastorza       | Ana Otaño                        |
| Nagore Aranburu       | Nuria Otaño                      |
| Javier Orán           | Beñat Zaldúa                     |
| Asier Sota            | Padre de Beñat                   |
| Marta Larralde        | Yolanda Berrueta                 |
| Álvaro Cervantes      | Dr. Berasategui                  |
| Jordi Gràcia          | Abogado Dr. Berasategui          |
| Agurtzane Intxaurraga | Matrona Parto                    |
| Ainhoa Alberdi        | Señora Mayor                     |
| Oihan Lopetegi        | Mujer Pelirroja Parto            |
| Nerea Elizalde        | Chica Joven saco                 |
| Miko Jarry            | Jefe de Brigada                  |
| Isabel Zabalza        | Anciana Macilenta                |
| Juantxo Etxeberria    | Monje Salazar                    |
| Víctor Anciones       | Agente Juzgado                   |
| Mark Schardan         | Agente Johnson                   |
| Julio Silvetti        | Secretario Palacio Arzobispal    |
| Óscar Morell          | Funcionario Prisiones Pamplona   |
| Andrea Portella       | Ayudante Dr. San Martín          |
| Carmen Vilao          | Secretaria Juez Markina          |
| Adrià Triviño         | Camarero Restaurante Rodero      |
| Enric Ases            | Funcionario Cárcel Logroño       |
| Peio Arnáez           | Paisano Juanitaenea              |
| Sagrario Nagore       | Amiga Morena Tía Engrasi         |
| Camino Jusue          | Amiga Rubia Tía Engrasi          |
| Guillermo López       | Enterrador Elizondo              |
| Pablo Asiáin          | Policia Foral                    |
| Joan Serrats          | Dr. Hospital Virgen Camino       |
| Padi Padilla          | Directora Hospital Virgen Camino |
| Montserrat Miralles   | Enfemera Supervisora Hospital    |
| Bibiana Schönhöfer    | Secretaria Sarasola              |
| Andrea Cortijo        | Enfermera Clínica Universitaria  |
| Ricard Balada         | Enfermero Clínica Universitaria  |
| Marc Ribera           | Agente Seguridad Miguel          |
| Arnau Gol-Karsunke    | Operador Sala Seguridad          |
| Iñaki Zabala          | Capataz Obrador                  |
| Bojesse Christopher   |                                  |
| David Garnacho        | Hombre en el juicio              |
| Melissa Greenspan     | Voces Adicionales                |
| Rocco Narva           | Jonan Etxaide                    |

## Curiosidades
La película se estrenó el 5 de diciembre de 2019, y tuvo su preestreno en el Festival de Cine de Sitges.
Esta segunda entrega cuenta con la cantante navarra Amaia Romero interpretando el tema 'Luz y Sombra' como canción principal de la banda sonora original. La artista ha compuesto la canción junto a David Rodríguez (La Estrella de David) y la grabó arropada por la Orquesta Sinfónica de Navarra, que ha contado con arreglos del compositor Fernando Velázquez.